# Vince Fong

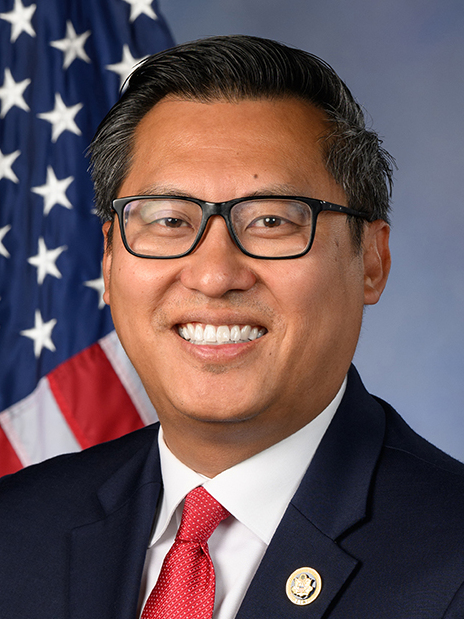
Vince Fong

Vince Karchi Fong (* 24. Oktober 1979 in Bakersfield, Kalifornien) ist ein US-amerikanischer Politiker der Republikanischen Partei. Seit dem 3. Juni 2024 vertritt er den 20. Kongresswahlbezirk Kaliforniens im Repräsentantenhaus der Vereinigten Staaten. Zuvor war er von 2016 bis 2024 Mitglied der California State Assembly. 

## Frühes Leben und Ausbildung
Fong wurde als Sohn chinesischer Einwanderer in Bakersfield geboren. Er besuchte die West High School und erwarb einen Bachelor-Abschluss in Politikwissenschaft an der University of California, Los Angeles. Anschließend absolvierte er einen Masterstudiengang in Public Affairs an der Princeton University.

## Politische Laufbahn
Seine politische Karriere begann Fong als Mitarbeiter des Kongressabgeordneten Bill Thomas, des damaligen Vorsitzenden des House Ways and Means Committee. In dieser Position konzentrierte er sich auf internationale Handelspolitik. Später kehrte er nach Kern County zurück und arbeitete fast ein Jahrzehnt als Bezirksdirektor für den Kongressabgeordneten Kevin McCarthy.

## California State Assembly
2016 wurde Fong in die California State Assembly gewählt, wo er den 34. Bezirk vertrat. Nach der Neuziehung der Wahlkreisgrenzen vertrat er ab 2022 den 32. Bezirk. Während seiner Amtszeit setzte er sich für die Belange der Central-Valley-Gemeinschaft ein.

## Repräsentantenhaus der Vereinigten Staaten
Nach dem Rücktritt von Kevin McCarthy wurde Fong am 3. Juni 2024 als dessen Nachfolger in einer Nachwahl für den 20. Kongresswahlbezirk Kaliforniens in das US-Repräsentantenhaus gewählt. Bei den US-Wahlen am 5. November 2024 konnte er den Sitz erneut gewinnen.  

## Persönliches
Vince Fong ist seit 2023 mit Amanda Boschma verheiratet. Er engagiert sich in verschiedenen gemeinnützigen Organisationen und ist lebenslanges Mitglied der National Rifle Association.